# Chorizococcus wilsoni
Chorizococcus wilsoni är en insektsart som beskrevs av Mckenzie 1961. Chorizococcus wilsoni ingår i släktet Chorizococcus och familjen ullsköldlöss. Inga underarter finns listade i Catalogue of Life.